# Nationalgalleriet (Stockholm)
För andra betydelser, se Nationalgalleriet.

Nationalgalleriet var ett konstnärsdrivet konstgalleri i Stockholm. Det existerade mellan åren 1984 och 2016 och hade sina lokaler i Gamla stan.

## Konstnärer

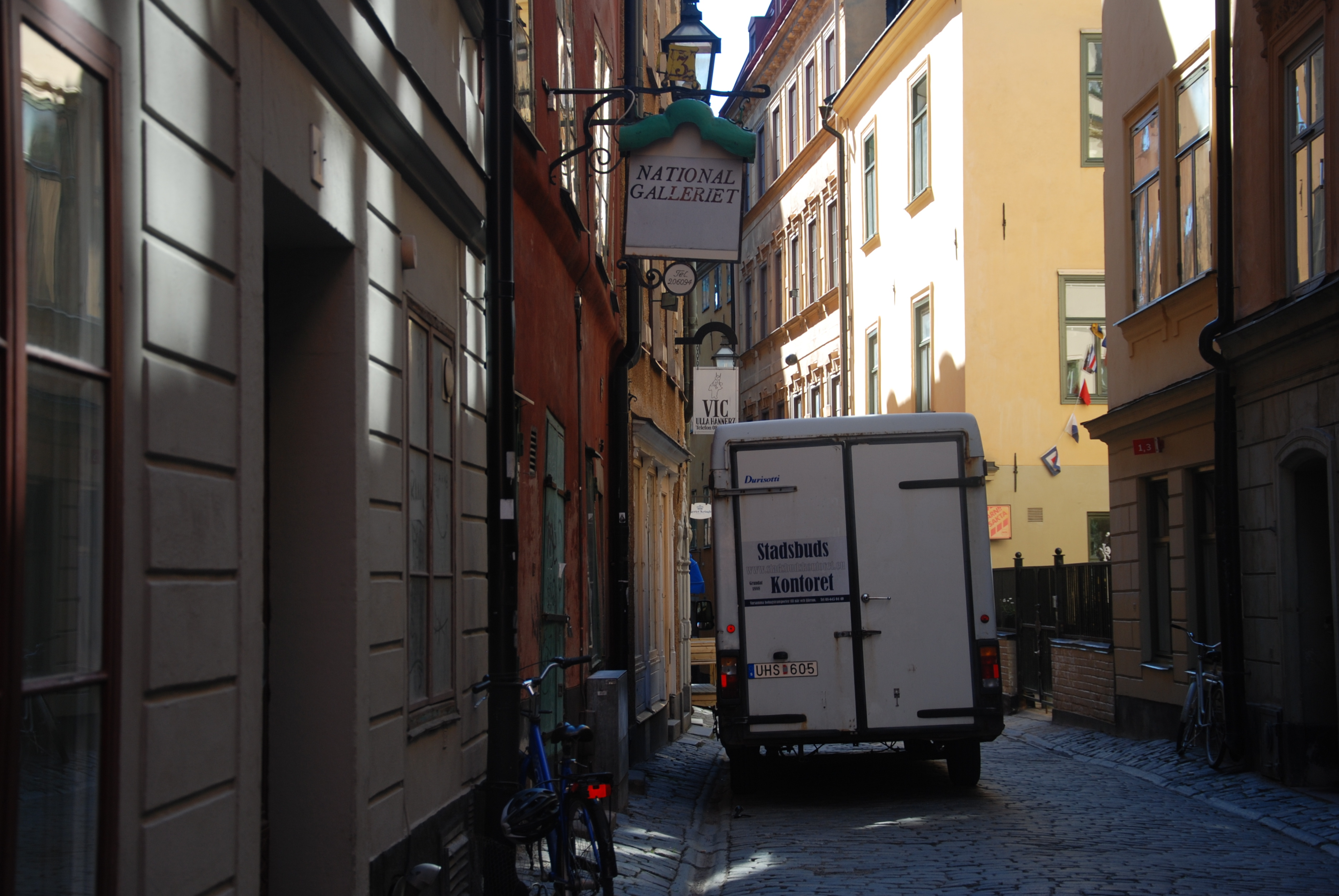
Nationalgalleriets lokal på Skomakargatan 3.

Gallerigruppens medlemmar har varierat genom åren. Ursprungliga medlemmar var:

- Hasse Lindroth, initiativtagare
- Helene von Bahr
- Bo Rudin
- Stefano Beccari
- Ulf Lundkvist
- Jordi Arkö
- Sixten Haage
- Björn Krestesen
- Leif Elggren
- Gunnar Larsson

Andra medlemmar har varit:

- Henck Wognum
- Roland Haeberlein
- Christer Themptander
- Ulf Rahmberg
- Bengt Nylund
- Ewy Palm
- Gabriella Danver
- Petter Hellsing
- Margon Lindberg
- Göran Josephzohn
- Edvard Derkert
- Dan Wedegren